# Jean-Baptiste Bucquet
Jean-Baptiste-Michel Bucquet (París, 17 de febrero de 1746, - Íd. 24 de enero de 1780) fue un médico y químico francés colaborador de Antoine Lavoisier.

## Vida
Era hijo de Antoine-Joseph Bucquet, abogado en el parlamento, y de Marthe-Denyse Marotin. Aunque se sentía atraído por las ciencias, comenzó Derecho presionado por su padre. Después estudió Medicina como medio para descubrir las otras ciencias. Siguió los cursos de Química de Pierre-Joseph Macquer en la Universidad de París entre el 1765 y el 1768 y los de Guillaume-François Rouelle en el Jardín del Rey.
Entre 1775 y 1777 fue profesor de farmacia de la Facultad de Medicina de la Universidad de París y, a la muerte de Augustin Roux en 1776, fue elegido para sucederlo en la cátedra de la química. Bucquet dio las primeras clases de química el 1777. Siguió con los cursos de química que había sido dando en los laboratorios privados, además de los de la Facultad, hasta que la mala salud lo obligó a abandonar estos cursos privados en otoño de 1779. Durante su carrera también impartió cursos en botánica, fisiología, anatomía, higiene y medicina. Entre sus alumnos destacan Antoine-François Fourcroy y Claude-Louis Berthollet.
En cuando a sus trabajos de investigación destaca como colaborador de Lavoisier desde el 1777. El 1779 introdujo en sus clases la teoría de la combustión de Lavoisier, convirtiéndose en el primer químico a enseñar las teorías de Lavoisier en Francia. Analizó la zeolita; realizó los primeros informes detallados sobre la química de las plantas; mostró que el dióxido de carbono era una sustancia ácida; analizó el opio; descubrió la morfina; estudió la química del cloruro de amonio y de las sales de arsénico; analizó la sangre y aisló la y fibrina. Murió a punto de cumplir los 34 años debido a un cáncer de colon.